# JR西日本福岡メンテック
株式会社JR西日本福岡メンテック（ジェイアールにしにほんふくおかメンテック）は、福岡県福岡市に本社を置いていた西日本旅客鉄道（JR西日本）グループの企業である。

## 事業内容
- JR西日本小倉駅、博多駅構内の清掃・整備。
- JR西日本小倉駅、博多駅の旅客案内・遺失物取扱い。
- 福岡市地下鉄箱崎線駅業務（中洲川端駅、呉服町駅、千代県庁口駅、馬出九大病院前駅、箱崎宮前駅、箱崎九大前駅、貝塚駅）。
- 新幹線車両の清掃・整備。
- 新幹線車両の検査・修繕。
- ビルの清掃・管理・警備。

## 沿革
特記のないものは、公式サイトまたはマイナビ2023による。
- 1974年（昭和49年）
  - 4月1日 - 九州新幹線整備株式会社として設立（本社：福岡県北九州市）
  - 7月 - 博多基地事業所を開設。国鉄博多総合車両部の警備及び庁舎清掃業務受託。
  - 10月 - 新幹線車両清掃業務開始
- 1975年（昭和50年）3月 - 博多駅事業所を開設。博多駅折返し車両の車両清掃業務開始。
- 1980年（昭和55年）11月 - 本社を福岡市に移転
- 1982年（昭和57年）4月 - 新幹線車両交番検査上回り検査業務受託
- 1988年（昭和63年）4月 - 博多駅及び小倉駅の駅舎清掃業務開始
- 1992年（平成4年）4月 - 新幹線博多ビル防災、監視、警備及び清掃業務受託
- 1994年（平成6年）	3月 - ミリカローデン那珂川清掃業務開始
- 1996年（平成8年）	7月 - 社名を株式会社ジェイアール西日本福岡メンテックに変更
- 2004年（平成16年）9月 - 翌年開業予定の福岡市地下鉄七隈線（茶山管区駅：6駅）の駅業務受託決定
- 2005年（平成17年）1月 - 福岡市地下鉄七隈線（茶山管区駅：6駅）駅業務受託開始
- 2010年（平成22年）4月1日 - 福岡市地下鉄七隈線（橋本管区駅：8駅）駅業務受託開始（2013年度まで）
- 2011年（平成23年）3月 - 九州新幹線博多駅折返し車両の清掃業務開始
- 2013年（平成25年）6月 - 博多駅警備業務及び博多駅屋上駐車場管理開始
- 2014年（平成26年）4月1日 - 福岡市地下鉄箱崎線（貝塚管区駅：7駅）駅業務受託開始[4]
- 2015年（平成27年）3月 - マックスバリュ那珂川店清掃業務受託
- 2017年（平成29年）7月 - 博多総合車両所構内入換業務開始
- 2018年（平成30年）7月1日 - 商号を株式会社JR西日本福岡メンテックへ変更
- 2021年（令和3年）7月1日 - JR西日本岡山メンテック、JR西日本米子メンテック、JR西日本広島メンテックと合併し、「株式会社JR西日本中国メンテック（福岡支店）」となる。駅業務をJR西日本中国交通サービスへ業務移管[5]。ただし、福岡市地下鉄駅業務はJR西日本中国メンテックが継承[6]。

## 事業所
- 本社 - 福岡県福岡市博多区博多駅前3丁目2番8号  住友生命博多ビル13F
- 博多基地第一事業所 - 福岡県那珂川市中原東2丁目1-1号
- 博多基地第二事業所 - 福岡県那珂川市中原東2丁目1-1号
- 福岡ビルサービス事業所 - 福岡県那珂川市中原東2丁目1-1号
- 博多駅事業所 - 福岡県福岡市博多区博多駅中央街1-1
- 小倉駅事業所 - 福岡県北九州市小倉北区浅野1丁目1番地
- 地下鉄橋本事業所 - 福岡県福岡市西区橋本2丁目